# Colegiul Național „Mihail Kogălniceanu” din Galați
Colegiul Național "Mihail Kogălniceanu" este un liceu din municipiul Galați. A fost fondat în 1878. Se clasează în Top 100 licee din România. 

## Date despre Liceu
A fost înființat în 1878 la nevoia de a asigura studii superioare și fetelor. Acesta a purtat mai multe nume de-a lungul timpului. De câțiva ani are și Gimnaziu. De-a lungul timpului a avut mai multe locații, de exemplu, actualul sediu al Regionalei CFR Galați de pe Strada Domnească. În prezent, sediul se afla în zona Țiglina I-Complex Francezi. 

## Performanțe școlare
A ocupat în 2019 locul 38 în Topul Național al Liceelor. În 2023 se afla pe locul 55. A avut în 2019 o rată de promovabilitate a Examenului de Bacalaureat de 100,00%. Acesta ocupă locul 3 în Topul Județean al Liceelor. Este întrecut de Colegiul Național „Vasile Alecsandri” și Colegiul Național “Costache Negri” Galați.